# 粗脉耳蕨
粗脉耳蕨（学名：Polystichum crassinervium）为鳞毛蕨科耳蕨属下的一个种。

## 扩展阅读
- 維基物種上的相關：粗脉耳蕨